# Марди Гра
Марди Гра (фр. Mardi gras, дословно — «жирный вторник») — вторник перед Пепельной средой и началом католического Великого поста, последний день карнавала. Праздник, который знаменует собой окончание семи «жирных дней» (аналог Всеядной недели). Жирный вторник подразумевает собой последнюю ночь перед началом поста.
Название распространено в основном во франкоговорящих странах и регионах. Празднуется во многих странах Европы, в США и в других странах. Из городов США самые массовые и пышные празднования проходят в Новом Орлеане. В англоговорящих странах называется Shrove Tuesday, Fat Tuesday («исповедный, жирный вторник»); аналог восточнославянской Масленицы.

## Основные сведения
Традиция Марди Гра восходит к дохристианским языческим ритуалам: проводам Зимы и встрече Весны, избрания короля и королевы (прообразы Отца и Матери, образы, характерные особенно для кельтской культуры) праздника, сожжения куклы-тотема, поедания солярных символов и т. д. После христианизации Европы многие культы и праздники были ассимилированы новым вероучением. Традиция празднования карнавала очень жива во многих странах Европы и Америки. В Европе к празднику готовятся традиционные сдобные («жирные») сладости: пирожки, булочки с кремом, пончики, блины.
В США более распространено французское название Mardi Gras. Изначально это было костюмированное представление по случаю встречи весны во Французском квартале Нового Орлеана, вызывавшее любопытство зевак. С годами карнавал становился всё более многолюдным, появились яркие раскрашенные платформы, движимые лошадьми.
Именно с 1872 года окончательно утвердились каноны этого шумного озорного, яркого фестиваля: каждый год карнавал возглавляют «король» и «королева», которые в масках и костюмах едут на огромной украшенной платформе со своим окружением. В ответ на традиционные крики возбуждённой толпы «Брось нам что-нибудь!» они разбрасывают большие оловянные монеты, пластмассовые чётки и прочие безделушки.

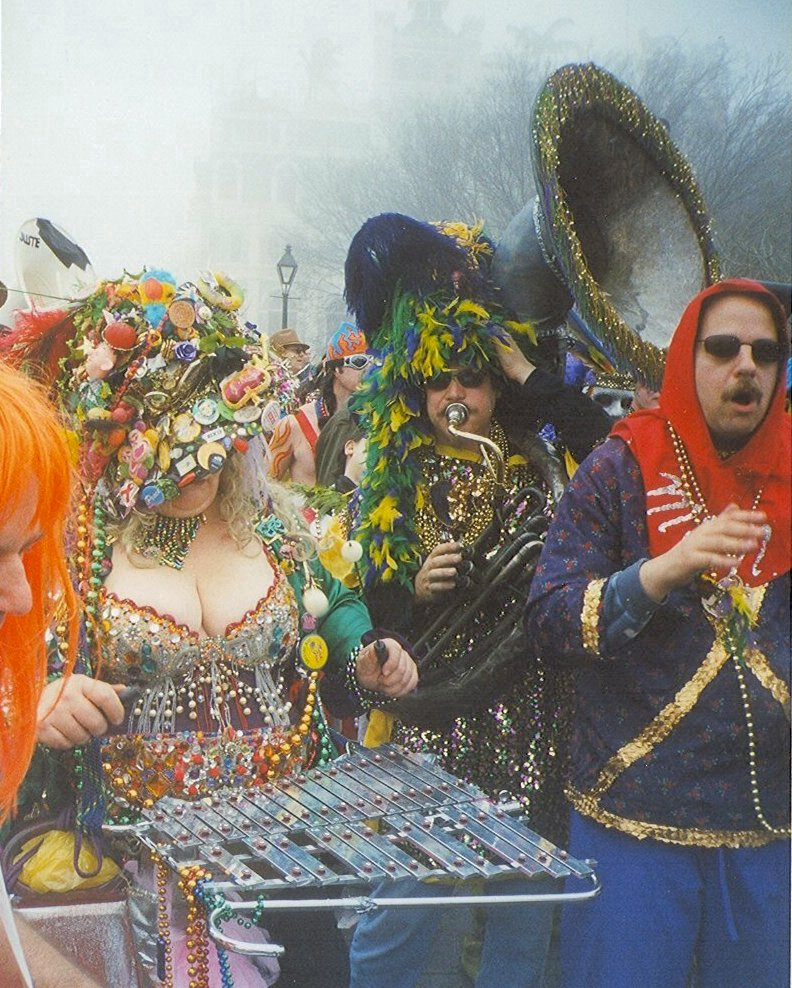
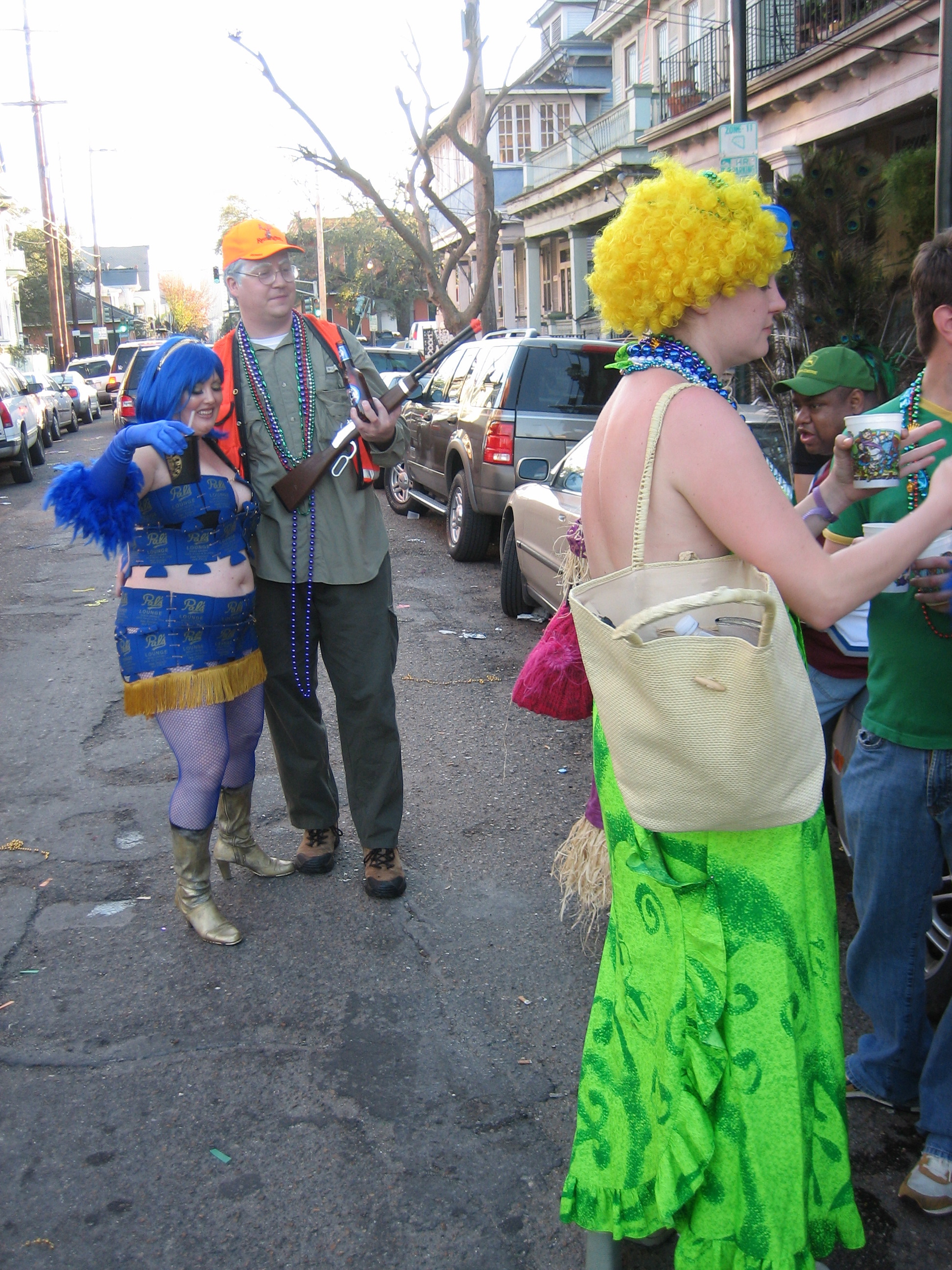
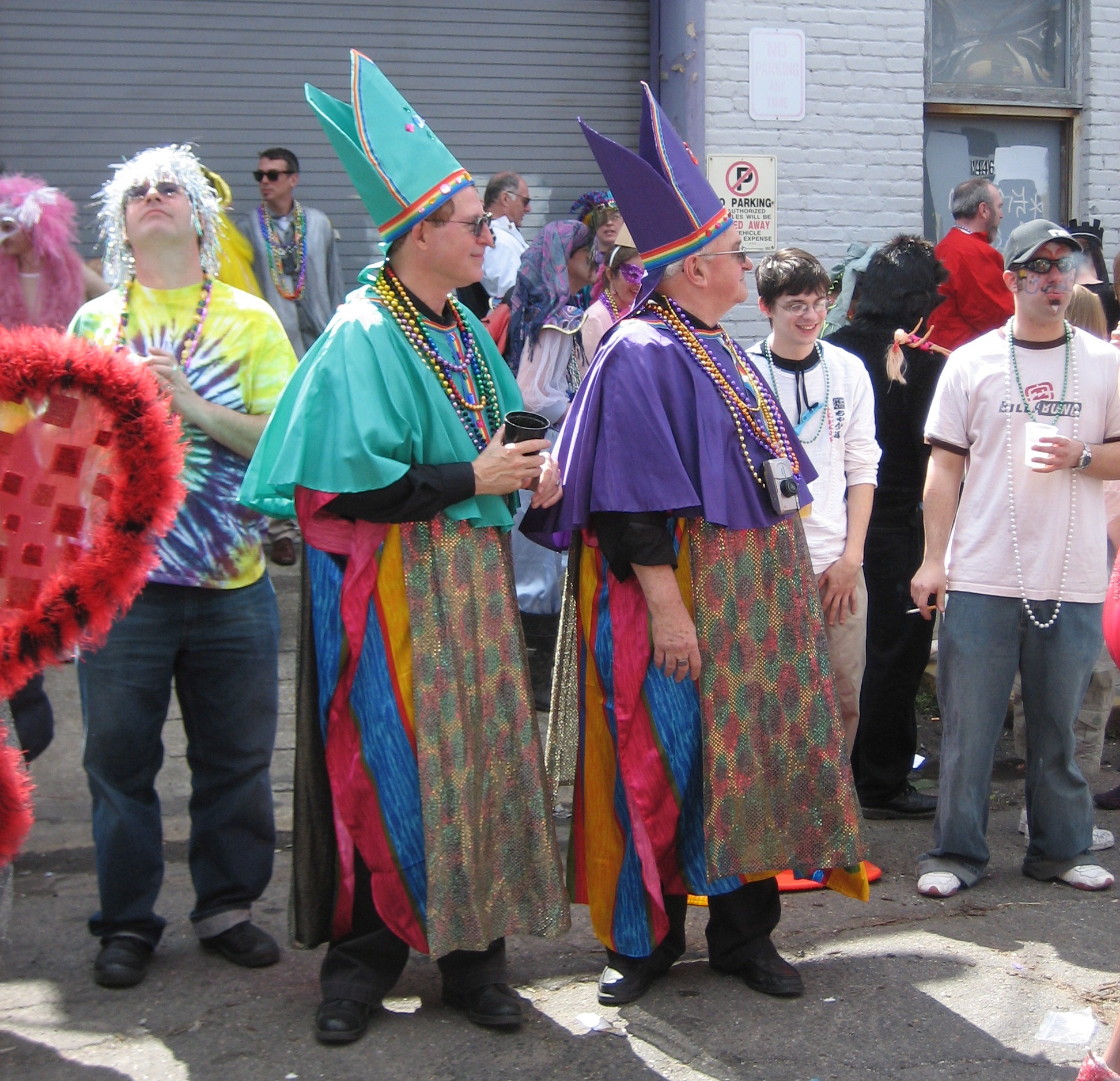
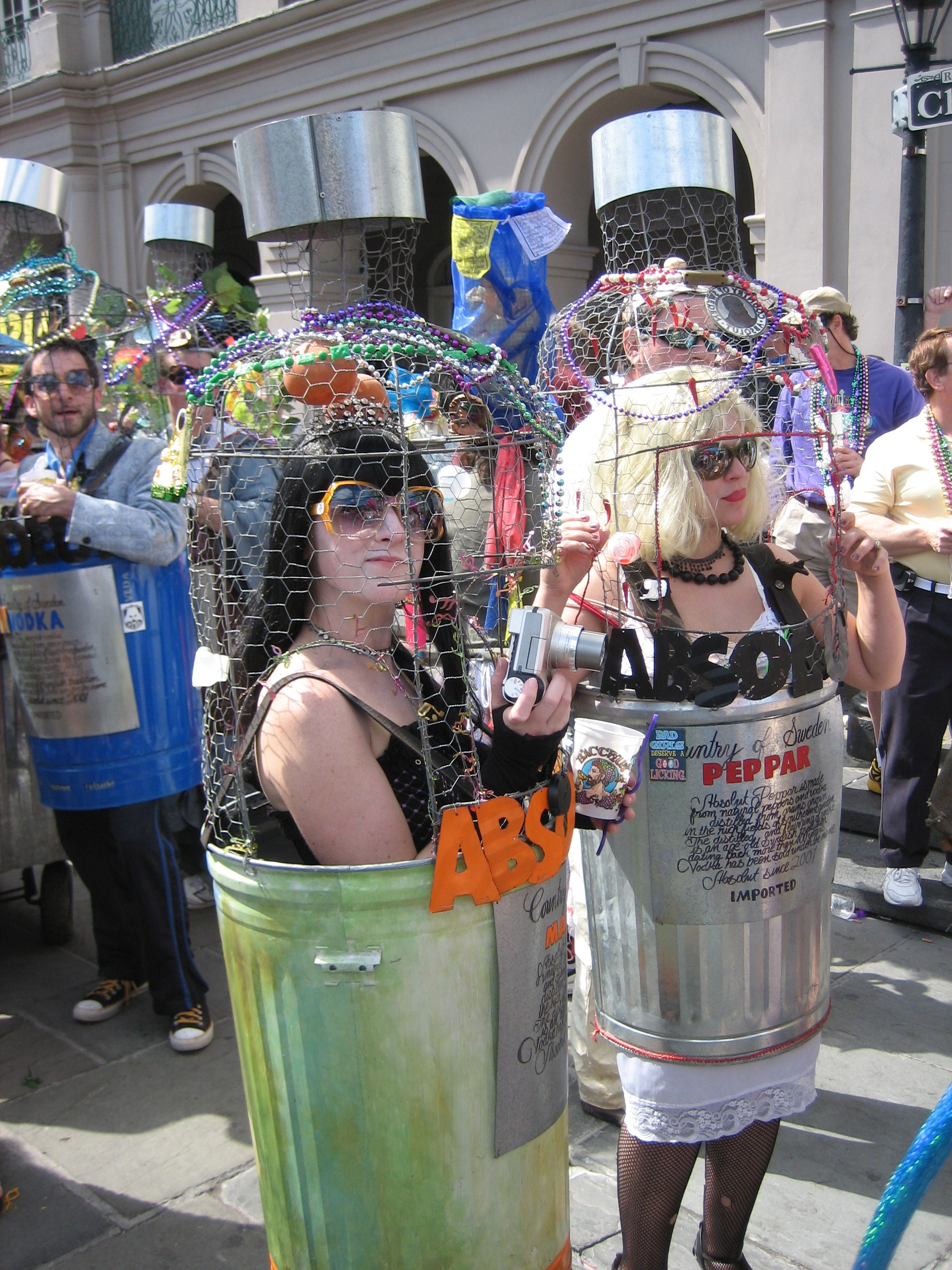